# Districte d'Argelèrs de Gasòst
El districte d'Argelèrs de Gasòst és un dels tres districtes del departament francès dels Alts Pirineus a la regió d'Occitània. Té 6 cantons i 89 municipis. El cap del districte és la sotsprefectura d'Argelèrs de Gasòst.

## Cantons
- cantó d'Argelèrs de Gasòst
- cantó d'Aucun
- cantó de Lorda-Est
- cantó de Lorda-Oest
- cantó de Lus e Sent Sauvaire
- cantó de Sent Pèr de Bigòrra